# Stelestylis coriacea
Stelestylis coriacea är en enhjärtbladig växtart som beskrevs av Carl Georg Oscar Drude. Stelestylis coriacea ingår i släktet Stelestylis och familjen Cyclanthaceae. Inga underarter finns listade.